# Sønder Vinge Kirke
Sdr. Vinge Kirke er en kirke beliggende i Sønder Vinge Sogn knap tre kilometer nord for Ulstrup i Favrskov Kommune.

## Eksterne kilder og henvisninger
- Sønder Vinge Kirke hos KortTilKirken.dk

- Wikimedia Commons har flere filer relateret til Sønder Vinge Kirke